# Baj
Baj är en ort i Ungern. Den ligger i provinsen Komárom-Esztergom, i den nordvästra delen av landet, 50 km väster om huvudstaden Budapest. Baj ligger 163 meter över havet och antalet invånare är 2 664.
Terrängen runt Baj är kuperad åt nordost, men åt sydväst är den platt. Runt Baj är det tätbefolkat, med 762 invånare per kvadratkilometer. Närmaste större samhälle är Tata, 3,5 km väster om Baj. Runt Baj är det i huvudsak tätbebyggt.